# Un șoarece printre bărbați
Un șoarece printre bărbați (titlul original: în franceză Une souris chez les hommes / Un drôle de caïd) este un film de comedie francez, realizat în 1964 de regizorul Jacques Poitrenaud, 
după romanul Les heures ouvrables al scriitorului Francis Ryck, protagoniști fiind actorii Louis de Funès, Maurice Biraud, Dany Saval și Dany Carrel. 

## Conținut
Marcel și Francis sunt doi mici escroci care, în timp ce încearcă o spargere, sunt descoperiți de Lucille, o fată de familie bună, dezghețată, care șantajându-i pe cei doi prieteni și asociați să o primească în gașca lor, altfel îi dă în vileag. Cei trei se găsesc în situații ba periculoase, ba hazlii, mai ales atunci când încearcă să fure un tablou prețios, când în final, Marcel și Francis reușesc să scape de fată. Sylvie, soția dulce și prietenoasă a lui Francis, care, după ce a descoperit activitatea soțului ei, se impune să fie ea creierul noii trupe și îi obligă pe cei doi prieteni la fapte și hoții noi făcându-i treptat pe cei doi să obosească de prea multe aventuri, fără să aibă succes. 

## Distribuție
- Louis de Funès – Marcel Ravelais, spărgător de talie mică
- Maurice Biraud – Francis Blanchet,  complicele lui Marcel, soțul lui Sylvie
- Dany Saval – Lucille Baillet, vecina
- Robert Manuel – dl. Léon Dufour, directorul magazinului
- Jean Lefebvre – supraveghetorul pe monitor la „Bon Marché”
- Robert Vattier – un angajat
- Dany Carrel – Sylvie Blanchet, nevasta lui Francis
- Maria Pacôme – Tante Emma, mătușa lui Lucille
- Dora Doll – Catherine, casiera la magazinul „Dufour”
- André Badin – paznicul de noapte
- Claude Piéplu – inspectorul-șef
- Jacques Legras – celălalt inspector
- Madeleine Clervanne – dna. Laurent
- Evelyne Dassas – Mireille, angajata la „Bon Marché”
- Gérard Lartigau – Lucky
- Tanya Lopert – prietena lui Lucky
- Philippe Castelli – gardianul de la Louvre
- Jacques Dynam – patronul cafenelei
- Yvan Chiffre – un patinator
- Lionel Vitrant – un amic a lui Lucky
- Bernard Musson – agentul de poliție
- Marcel Bernier – un cărăuș
- Albert Michel – casier la „Bon Marché”
- Edouard Francomme – un cărăuș
- Gilbert Servien – un client al „Bon Marché”
- Andrès – proprietarul hotelului